# Micki King
Pour les articles homonymes, voir King.
Maxine Joyce "Micki" King (-Hogue) est une plongeuse américaine née le 26 juillet 1944 à Pontiac.

## Carrière
Elle est sacrée championne olympique en tremplin à 3 mètres aux Jeux olympiques d'été de 1972 à Munich.
Elle intègre l'International Swimming Hall of Fame en 1978.